# Rosabeth Moss Kanter
Rosabeth Moss Kanter, född 15 mars 1943, är en amerikansk sociolog. Hon är professor vid Harvard Business School sedan 1978 och var redaktör för Harvard Business Review från år 1989 till år 1992. Hon är författare till Men and Women of the Corporation (1977), The Change Masters (1983) och When Giants Learn to Dance (1989). Kanters kritiska utgångspunkt genomsyrar hennes forskning. Hon delar de humanistiska och optimistiska värderingarna som är grunden för stora delar av organisationspsykologin och organisationssociologin.

## Bakgrund

### Utbildning
Rosabeth Moss Kanter föddes i Cleveland, Ohio den 15 Mars 1943. Hon studerade sociologi på Bryn Mawr College och graduerade 1964, tog masterexamen 1965 och doktorsexamen i sociologi på University of Michigan 1967. Kanters doktorsavhandlingen var om 1800-talets utopiska samhällen men inriktade sig senare på företagsforskning. Nu är Kanter professor på Harvard Business School i företagsekonomi.

## Teori
Moss Kanter har infört begreppen ”integrative action” (Den integrerade inställningen) och motsatsen ”segmentalism” i sitt försök att förklara skillnader i olika organisationers innovationsförmåga utifrån rådande kultur och struktur. Dessa begrepp ligger nära Burns och Stalkers teori om mekaniska och organiska organisationssystem.

### Den integrerade inställningen
Den integrerade inställningen är helhet- och framtidsorienterad, den försöker sätta in problem i ett större sammanhang. I organisationer som är präglade av denna kulturtyp lägger man stor vikt på samarbete, utbyte av idéer och information samt att organisationen ska ses som en helhet. Vilket gör den är mer öppen och grupporienterad som leder till att personer inom olika specialområden får tillfälle att jobba och lösa problem tillsammans. Det här låter organisationer reducera isoleringen mellan organisationens olika avdelningar och ser till att flera olika perspektiv övervägs i beslutsfattandet . Det är i dessa samarbetsorienterade kulturer som innovationen kan blomstra.

### Segmentalism
Moss Kanter skriver att segmentalism som kultur saknar helhetsperspektiv och förståelse för samband. Händelser, problem och handlingar ses som åtskilda punkter och hålls isolerade från varandra. Problem är oberoende av sitt sammanhang enligt segmentalismen och kan lösas när problemet plockas isär i mindre bitar som därefter fördelas till specialister som arbetat enskilt. Kommunikation anses inte vara nödvändig för att nå framgång och arbetssättet präglas av självständighet.